# Dragomer
Dragomer este o localitate din comuna Log - Dragomer, Slovenia, cu o populație de 1.464 de locuitori.